# Пузыркино
Пузыркино — деревня в Бережанской волости Островского района Псковской области.
Расположена в 27 км к юго-западу от центра города Остров и в 9 км к западу от деревни Федосино.
Численность населения деревни по состоянию на 2000 год составляла 17 человек.
До 2005 года деревня входила в состав ныне упразднённой Пальцевской волости с центром в д. Федосино.